# Kasan
Kasan fou una ciutat a la Vall de Fergana. Era la més petita de les set principals ciutats del país. Estava situada al nord d'Akhsi i com aquesta estava al nord del riu Sihun (Sirdarià) on només hi havia dues de les set ciutats. Estava dotada de notables jardins i hortes i tenia un clima excel·lent.